# Juncus rechingeri
Juncus rechingeri är en tågväxtart som beskrevs av Sven E. Snogerup. Juncus rechingeri ingår i släktet tåg, och familjen tågväxter. Inga underarter finns listade i Catalogue of Life.